# Carl Kellgren
Carl Axel Otto Kellgren, född 8 februari 1907 i Lund, död 28 september 1973 i Biskopsgårdens församling i Göteborg, var en svensk konstnär.
Carl Kellgren var son till kamreren Carl Edvard Kellgren och Ellen Fredrika Sinclair samt från 1947 gift med Greta Löfgren. Han studerade konst vid Tekniska skolans aftonskola 1928–1930 samt för Gösta von Hennigs och Isaac Grünewald vid Kungliga konsthögskolan 1930–1935 och under studieresor till bland annat Danmark, Frankrike och England. Separat ställde han ut på Konsumrestaurangen[var?], Galerie S:t Lucas och de De ungas salong i Stockholm samt i Kristianstad, Örnsköldsvik och Eskilstuna. Han medverkade i samlingsutställningar med Sveriges allmänna konstförening. För Helsingborgs krematorium utförde han en madonnaframställning i mosaik. Han var verksam som målare, tecknare och grafiker och hans konst består av stilleben, figurer, porträtt och landskapsskildringar utförda i olja, träsnitt eller i form etsningar. Kellgren är representerad vid Eskilstuna konstmuseum, Kristianstads museum och med målningen Folkspelmannen vid Borgarskolan i Stockholm. 